# Frederik Willem de Klerk
Frederik Willem de Klerk   (Johannesburg, 18 de març de 1936 - Ciutat del Cap, 11 de novembre de 2021) fou un polític sud-africà que fou President del Govern sud-africà entre 1989 i 1994 i Vicepresident entre 1994 i 1996. El 1993 li fou concedit el Premi Nobel de la Pau juntament amb Nelson Mandela.

## Inicis polítics
Procedent d'una família bòer de significada tradició política, es va llicenciar en Dret l'any 1958. Posteriorment va fundar un bufet d'advocats a Vereeniging i, l'any 1972 va ser escollit diputat al Parlament pel Partit Nacional de Sud-àfrica. Durant els següents anys va ocupar diverses carteres ministerials: entre 1979 i 1982, la de Mines i Energia; entre 1982 i 1985, la d'Interior; i entre 1984 i 1989, la d'Afers exteriors.
En aquesta última data va substituir Pieter Willem Botha en la presidència del govern, càrrec des del qual va iniciar una política de reformes encaminada a la superació de l'apartheid. Per a això va derogar les lleis segregacionistes, va alliberar a polítics negres empresonats, entre ells Nelson Mandela, va legalitzar el Congrés Nacional Africà (CNA) i va dotar al país d'una nova Constitució.

## Premis humanitaris
El 1992 fou guardonat, juntament amb Nelson Mandela, amb el Premi Príncep d'Astúries de Cooperació Internacional pels seus esforços en la finalització del règim de l'apartheid i en favor dels drets humans.
El 1993 va acordar amb el CNA la formació d'un govern de transició i la celebració, l'any següent, d'eleccions legislatives. Per aquest motiu, aquell mateix any va ser guardonat, al costat de Nelson Mandela, amb el Premi Nobel de la Pau pel seu treball pel fi pacífic del règim de l'apartheid, i per a posar els fonaments per a una nova democràtica Sud-àfrica.
El 1997 decidí retirar-se de la política.